# Eisenbahnunfall von Peñaranda de Bracamonte
Der Eisenbahnunfall von Peñaranda de Bracamonte war eine Explosionskatastrophe, die sich am 9. Juli 1939 im Bahnhof von Peñaranda de Bracamonte in der spanischen Provinz Salamanca, ereignete. Mehr als 100 Menschen starben.

## Ausgangslage

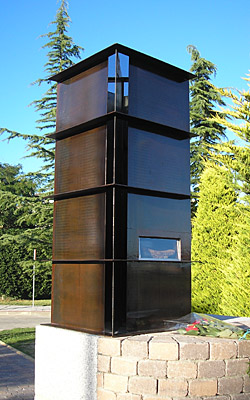
Gedenkstele für die Opfer der Explosionskatastrophe auf dem Bahnhof von Peñaranda de Bracamonte

Ein Vierteljahr zuvor war der Spanische Bürgerkrieg zu Ende gegangen. In den Bahnhof von Peñaranda de Bracamonte fuhr ein gemischter Zug aus der Extremadura ein, der neben den Güterwagen einen Personenwagen mit sich führte. Drei der Güterwagen hatten 23,5 Tonnen des Sprengstoffs Ammonal geladen, der – weil preiswert in der Herstellung – im Bürgerkrieg in großen Mengen zum Einsatz kam. Weitere 107 Tonnen Sprengstoff – vornehmlich ebenfalls Ammonal – und 309 Tonnen Munition lagerten in einer Güterhalle am Bahnhof.

## Unfallhergang
Vielleicht durch einen Heißläufer verursacht, explodierte zunächst der Sprengstoff in den drei Güterwagen, als der Zug an der Güterhalle vorbeifuhr. Dieser entzündete so auch Sprengstoff und Munition, die in der Güterhalle lagerten. In benachbarten Orten wurden Menschen durch Bauteile getroffen, die die Druckwelle der Explosion umher schleuderte. Die Druckwelle war noch in 45 km Umkreis zu spüren. Nach der Explosion waren alle, die sich im Umfeld der Güterhalle aufgehalten hatten, spurlos vernichtet. Teile des einfahrenden Personenzuges fanden sich 1,5 km vom Explosionszentrum entfernt.

## Folgen
Vermutlich starben mehr als 100 Menschen. Die genaue Zahl war nicht festzustellen, da nicht ermittelt werden konnte, wie viele Menschen sich im Umfeld der Explosion aufgehalten hatten und wie viele in dem Personenwagen des gemischten Zuges als Fahrgäste gereist waren. Mehr als 1500 Menschen wurden verletzt – das entsprach etwa einem Drittel der Einwohner von Peñaranda de Bracamonte. Im Umfeld der Explosion entstand ein Großbrand, der den gesamten Ort zu vernichten drohte. Dessen Einwohner wurden komplett evakuiert. Feuerwehren aus dem weiten Umkreis, auch aus dem etwa 40 km entfernten Salamanca, wurden an der Unfallstelle eingesetzt. Verletzte mussten in weit entfernt gelegenen Krankenhäusern versorgt werden, da auch das Krankenhaus von Peñaranda de Bracamonte zerstört worden ist. Die in unmittelbarer Folge der Katastrophe staatlicherseits erfolgten Zusagen zu Entschädigung der Betroffenen und zum Wiederaufbau wurden nur teilweise eingehalten, was zu erheblichen Frustrationen führte.
Am 9. Juli 2014 wurde am 75. Jahrestag der Explosionskatastrophe auf dem Bahnhof von Peñaranda de Bracamonte eine Gedenkstele für die Opfer der enthüllt.